# Огњен Стојановић
Огњен Стојановић (Нови Сад 24. јануар 1990) је српски спортиста и најуспешнији репрезентативац Србије у триатлону. Највећи успех је остварио на светском првенству у акватлону 2012. године, где је освојио бронзану медаљу.

## Приватан живот
Огњен Б. Стојановић, рођен 1990. године, долази у додир са спортом 1995. када је имао 5 година. Након дијагнозе Legg–Calvé–Perthes syndrome и операције кука креће са пливањем исте године. Након 11 година такмичарског пливања почиње са триатлон тренингом 2005. године.
Завршио је Математичку Гимназију, прву годину примењене математике на ПМФ-у у Новом Саду и основне студије Факултета за Спорт у Београду. Говори и пише два страна језика.

## Каријера
Након 11 година такмичарског пливања, кренуо је и са тренингом бициклизма и трчања на дневној бази и показао потенцијал са озбиљнијим резултатима у триатлону. Године 2006. након само годину дана тренинга, осваја Државно јуниорско првенство. А већ 2007. године побеђује сениорску трку Купа Србије и осваја златну медаљу на Европском купу у Еилату (Израел).
Године 2008. осваја 3 медаље на Европским јуниорским куповима и бива препознат од стране ИТУ Спорт дивелопмент тима када је учествовао на Australian Youth Olympic Festival у Сиднеју у јануару 2009. Освојио је 13. место у индивидуалној трци, и 4. место у штафети са ИТУ тимом. 2008 постаје и сениорски првак Балкана, иако још увек у јуниорској категорији. На Првенству света 2009. године у акватлону у Аустралији заузима 4. место.
Огњен побеђује Пан Амерички куп у Картагени у Колумбији у 2011. године и осваја бронзану медаљу на Првенству света у акватлону у Окланду на Новом Зеланду 2012. године.
Од 2013. године се такмичи за Триоги Рејсинг триатлон клуб који је основао исте године. Дебитовао је на дугом триатлону на полу-Ајронмену у Ареналесу у Шпанији где је завршио 6. са резултатом од 3:44:55 сата. На Европском првенству ѕа млађе сениоре у Холтену у Холандији улази у циљ као 16. док сезону 2013. завршава победом на Новосадском маратону победом на Државном првенству са резултатом од 2:46:29 сата.
Осваја Балканска првенства у триатлону 2014. године и у дуатлону и остарује квалификацију ѕа прве Европске Игре у Бакуу у Азербејџану.
У 2015. Огњен оставрује успех 18. местом на 2015 European Games и побеђује на Балканском првенству по седми пут и 2016. године осваја 2. место на Азијском купу у Кини и побеђује Балканско првенство и осваја осму титулу Балканског првака.